# Garanhuns (tiểu vùng)
Garanhuns là một tiểu vùng thuộc bang Pernambuco, Brasil. Tiều vùng này có diện tích 5185 km², dân số năm 2007 là 412852 người.